# 바라노사우루스

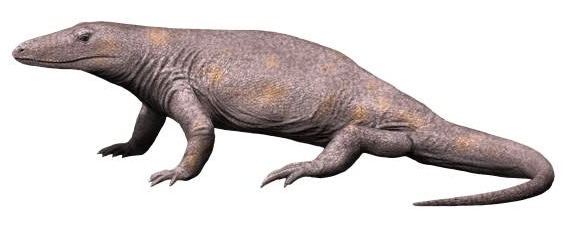

바라노사우루스(학명:Varanosaurus acutirostris)는 도마뱀목 바라놉스과에 속하는 도마뱀이다. 지금은 멸종된 종으로서 전체적인 몸길이가 4~6m인 거대한 도마뱀에 속한다.

## 특징
바라노사우루스('모니터 도마뱀')는 쿤구리아 시대에 살았던 초기 플라이코사우루스 시냅시드의 멸종된 속이다. 이름에서 알 수 있듯이 바라노사우루스는 비록 전혀 관련이 없지만 오늘날의 모니터 도마뱀과 표면적으로 상당히 비슷해 보였을지도 모른다. 바라노사우루스는 납작하고 길쭉한 두개골과 눈에 띄는 두 쌍의 유사균을 포함한 날카로운 이빨이 늘어선 뾰족한 주둥이를 가지고 있어 그것이 매우 활동적인 포식자임을 암시했다. 바라노사우루스는 아마도 더 큰 오피아코돈과 식량을 경쟁하면서 늪에서 살았을 것이다. 또한 바라노사우루스는 크게 발달된 앞다리를 가지고 있으며 앞다리의 주변엔 주름이 있었고 뒷다리는 앞다리쪽으로 치우쳐 있다. 살아있을 당시에는 갈색의 몸과 노란색의 점을 가졌을 종으로 추정되며 다른 도마뱀에 비해 눈이 머리의 윗쪽으로 쏠려있는 특징을 가지고 있다. 먹이로는 당대에 서식했었던 양서류와 다른 작은 파충류, 곤충, 절지동물, 무척추동물을 모두 잡아먹고 살았을 육식성의 포식자로 추정되는 종이다.

## 생존시기와 서식지와 화석의 발견
바라노사우루스가 생존했었던 시기는 고생대의 페름기로서 지금으로부터 2억 9000만년전~2억 4500만년전에 생존했었던 종이다. 생존했었던 시기에는 북아메리카를 중심으로 하여 당시에 존재했었던 초원, 산림, 늪지 등에서 주로 서식했었던 도마뱀이다. 화석의 발견은 1904년에 미국의 페름기에 형성된 지층에서 미국의 고생물학자들에 의하여 처음으로 화석이 발견되어 새롭게 명명된 종이다.

## 같이 보기
- 파충류
- 고생대
- 페름기
- 도마뱀
- 화석